# Rhizophora
Die Arten der Gattung Rhizophora gehören zusammen mit den nicht näher verwandten Arten der Gattung Avicennia (Unterfamilie Avicennioideae innerhalb der Akanthusgewächse) zu den wichtigsten Mangrovenbäumen. Ihren wissenschaftlichen Namen verdanken sie den ausladenden, bogenförmigen Stelzwurzeln (griech. ῥιζο-, rhizo-, „Wurzel-“; griech. φορός, phorós, „tragend“). Vor allem für die weit verbreitete Art Rhizophora mangle wird der Name „Rote Mangrove“ verwendet; er bezieht sich wahrscheinlich auf den rötlichen Bast und das bisweilen rotbraune Holz dieser Art.

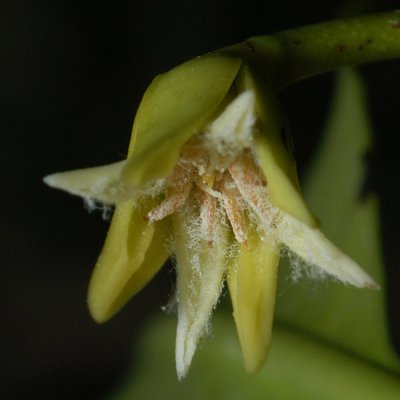
Blüte der Roten Mangrove (Rhizophora mangle)

Das Holz von Rhizophora-Arten wird zur Gewinnung von Holzkohle und als Baumaterial eingesetzt, die Rinde dient zur Gewinnung von Tanninen. Eine kontrollierte Nutzung unter Berücksichtigung forstlicher Gesichtspunkte wird seit langem in Malaysia praktiziert, ist andererorts aber die Ausnahme.

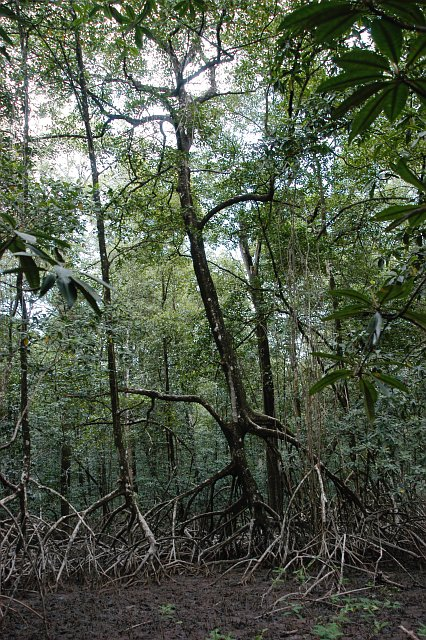
Rhizophora racemosa in einem Mangrovenwald bei Vigia, Pará, Nordbrasilien

## Beschreibung
Rhizophora-Arten sind Bäume oder Sträucher der Gezeitenzone tropischer Küsten. Sie besitzen auffällige Stelzwurzeln. Die glatten, lederartigen Blätter sind ungeteilt, gegenständig und ganzrandig. Auf ihrer Unterseite befinden sich oft zahlreiche Lentizellen. Ein Paar Nebenblätter umhüllt die Endknospe jedes Triebs; die Nebenblätter werden beim Entfalten des neuen Blattpaars abgeworfen.
Die Pflanzen sind windbestäubt. Der Blütenstand entspringt den Blattachseln und ist bei den einzelnen Arten in unterschiedlichem Maße verzweigt. Die vierzähligen Blüten sind radiärsymmetrisch. Die vier Kelchblätter sind kräftig und am Grund verwachsen. Die vier Kronblätter sind meist behaart und tragen im Unterschied zu anderen Rhizophoraceae keine wimperförmigen Anhänge; sie werden kurze Zeit nach dem Öffnen der Blüte abgeworfen. Die Filamente der acht bis zwölf Staubblätter sind reduziert, die modifizierten Antheren weisen zahlreiche Pollensäcke auf. Der halb-unterständige Fruchtknoten hat zwei Samenanlagen.
Die eiförmige oder konische Frucht ist bräunlich oder grau-grün und lederartig hart. In der Regel entwickelt sich nur ein Same, der in der Frucht am Mutterbaum keimt (Viviparie). Die Primärwurzel stirbt schnell ab. Das Hypokotyl des Keimlings durchbricht das Perikarp, bleibt aber zunächst über die zu einer kragenförmigen Struktur umgebildeten Kotyledonen mit der Frucht verbunden. Der Keimling kann bei manchen Arten mehr als 50 cm Länge erreichen, bevor er abgeworfen wird. Die Keimlinge sind schwimmfähig und können über Monate im Meer driften, ohne die Fähigkeit zum Wurzeln zu verlieren.

## Systematik
Innerhalb der Gattung werden 6 Arten unterschieden:
- Rhizophora apiculata Blume: östlicher Indopazifik
- Rhizophora harrisonii Leechm.: Westafrika, Mittel- und Südamerika
- Rote Mangrove (Rhizophora mangle L.): Westafrika, Nord- und Südamerika; möglicherweise ist die morphologisch sehr ähnliche pazifische Rhizophora samoensis mit Rhizophora mangle identisch
- Rhizophora mucronata Lam.: Ostafrika, Indischer Ozean, Norden Australiens, Neuguinea, Philippinen
- Rhizophora racemosa G.Mey.: Westafrika, Südamerika
- Rhizophora stylosa Griff.: Indischer Ozean östlich von Indien, Pazifik bis Samoa

Daneben werden die Hybriden Rhizophora × lamarckii Montrouz. (Rhizophora apiculata × Rhizophora stylosa) und Rhizophora × selala (Salvoza) Toml. (Rhizophora stylosa × Rhizophora samoensis) beschrieben. Auch bei Rhizophora harrisonii könnte es sich um einen Hybriden handeln (Rhizophora mangle × Rhizophora racemosa).